# فاليري دومينغيز
فاليري دومينغيث تارود (بالإسبانية: Valerie Domínguez) (ولدت في 12 يناير 1981)، هي ممثلة وعارضة أزياء ومصممة كولومبية وحاملة لقب ملكة جمال، تُوّجت بلقب ملكة جمال كولومبيا لعام 2005، ومثّلت بلادها في مسابقة ملكة جمال الكون 2006 حيث وصلت إلى المراكز العشرة الأولى.

## حياتها الشخصية
فاليري هي ابنة عم المغنية شاكيرا، تنحدر من أصول لبنانية وسورية.

## روابط خارجية
- فاليري دومينغيز على موقع IMDb (الإنجليزية)
- فاليري دومينغيز على موقع قاعدة بيانات الفيلم (الإنجليزية)
- (بالإسبانية) Miss Colombia نسخة محفوظة 16 مايو 2008 على موقع واي باك مشين.

| سبقه أدريانا تارود | ملكة جمال كولومبيا 2005 | تبعه إيلين روكا تورالفو |